# Relé

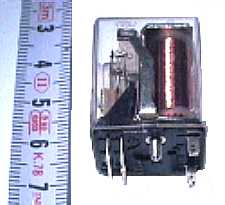
Figura 1: Relé enchufable para pequeñas potencias

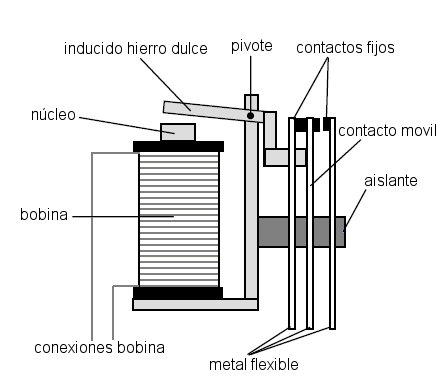
Figura 2: Partes de un relé

Figura 3: Funcionamiento de un relé

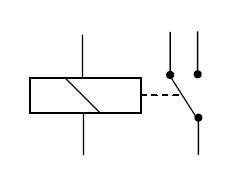
Figura 4: Símbolo eléctrico de un relé de un circuito

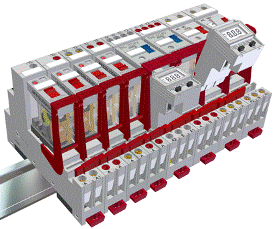
Figura 5: Regleta con relés

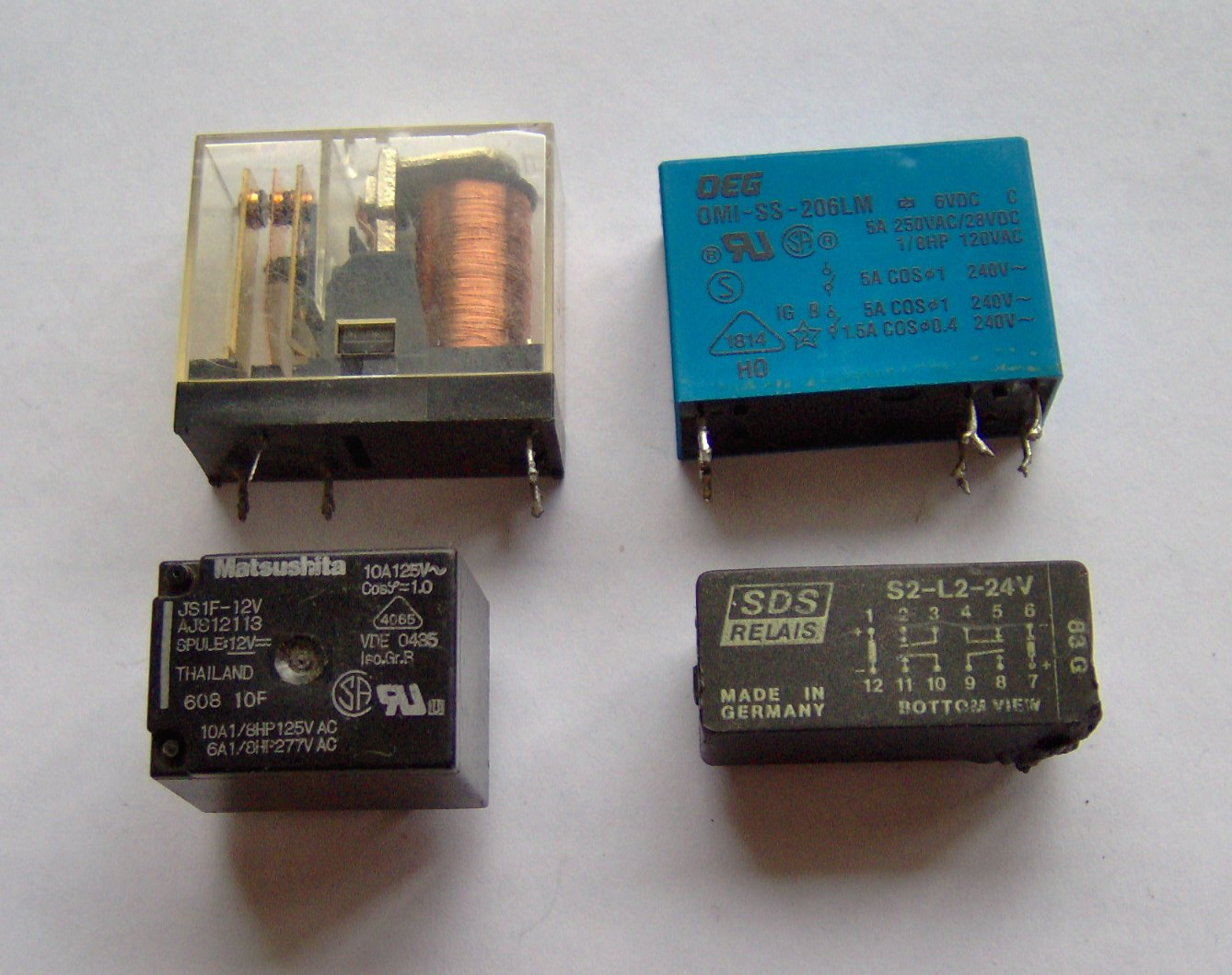
Figura 6: Diferentes tipos de relés

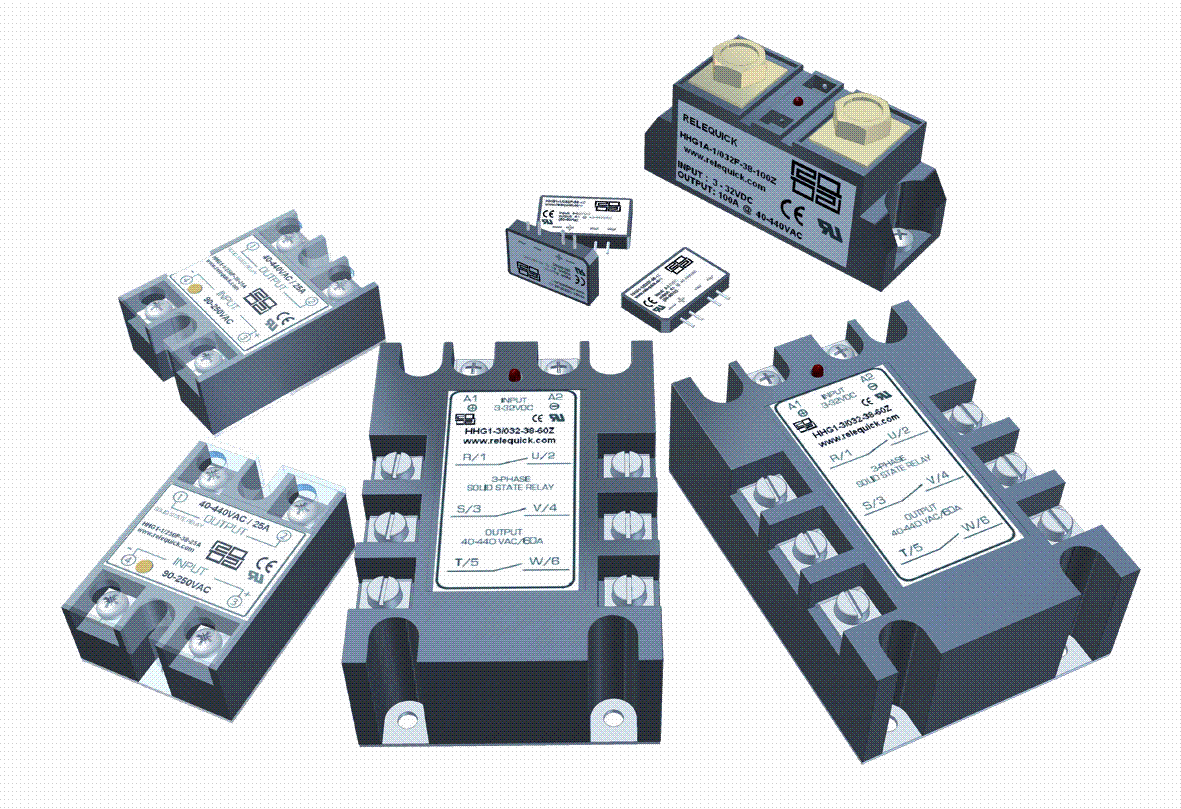
Figura 7: relés de estado sólido

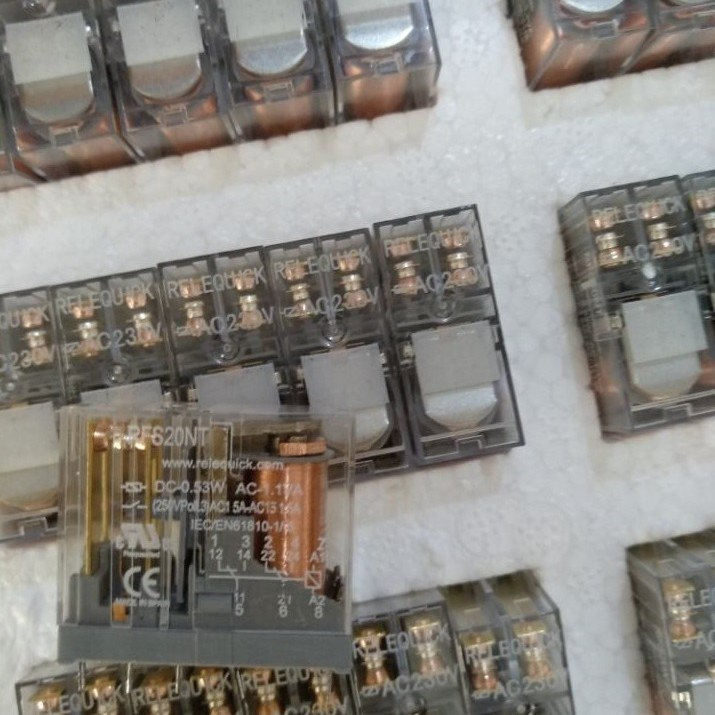
Relé electromecánico de dos contactos [https://relequick.com/categoria-producto/serie-t-reles-y-bases/ inversores

El relevador o relé (en francés: relais ‘relevo’) es un dispositivo electromagnético. Funciona como un interruptor controlado por un circuito eléctrico en el que, por medio de una bobina y un electroimán, se acciona un juego de uno o varios contactos que permiten abrir y cerrar otros circuitos eléctricos independientes. Fue inventado por Joseph Henry en 1834.
Dado que el relé es capaz de controlar un circuito de salida de mayor potencia que el de entrada, puede considerarse, en un amplio sentido, como un amplificador eléctrico. Como tal se emplearon en telegrafía, haciendo la función de repetidores que generaban una nueva señal con corriente procedente de pilas locales a partir de la señal débil recibida por la línea. Se les denominaba «relevadores».

## Historia
El crédito de la invención del relé es atribuida tanto al científico estadounidense Joseph Henry, que inventó un relé en 1835 para mejorar su versión del telégrafo eléctrico, desarrollado anteriormente en 1831, como al inventor inglés Edward Davy, que «ciertamente inventó el relé eléctrico» en su telégrafo eléctrico c. 1835.
Un dispositivo simple, que ahora se llama relé, se incluyó en la patente de telégrafo original de 1840 de Samuel Morse. El mecanismo descrito actuaba como un amplificador digital, repitiendo la señal del telégrafo y, por lo tanto, permitiendo que las señales se propagasen tanto como se desease.
La palabra «relé» aparece en el contexto de las operaciones electromagnéticas desde 1860.

## Descripción
En la figura 2 se representa, de forma esquemática, la disposición de los distintos elementos que forman un relé de un único contacto de trabajo o circuito. En la figura 3 se puede ver su funcionamiento y cómo conmuta.

## Estructura y funcionamiento
El electroimán hace girar la armadura verticalmente al ser alimentada, cambiando el estado de los contactos: contactos NA o NC (normal abierto o normal cerrado).
Si la bobina del relé se energiza, el contacto NA se cerrará, mientras que el contacto NC se abrirá. (Si se le aplica un voltaje a la bobina se genera un campo electro-magnético, que provoca que los contactos cambien su estado). En la figura 4, se puede apreciar los contactos NA y NC. Ambos están conectados a un "común", en el cual se le aplica un potencial positivo.

## Tipos de relés
Existen multitud de tipos distintos de relés, dependiendo del número de contactos, de su intensidad admisible, del tipo de corriente de accionamiento, del tiempo de activación y desactivación, entre otros. Cuando controlan grandes potencias se llaman contactores en lugar de relés.

### Relés electromecánicos
- Relés de tipo armadura: pese a ser los más antiguos, siguen siendo los más utilizados en multitud de aplicaciones. Un electro imán provoca la basculación de una armadura al ser activado, cerrando o abriendo los contactos dependiendo de si es N. A. (normalmente abierto) o N. C. (normalmente cerrado).

- Relés de núcleo móvil: a diferencia del anterior modelo estos están formados por un émbolo en lugar de una armadura. Debido a su mayor fuerza de atracción, se utiliza un solenoide para cerrar sus contactos. Es muy utilizado cuando hay que controlar altas corrientes
- Relé tipo reed o de lengüeta: están constituidos por una ampolla de vidrio, con contactos en su interior, montados sobre delgadas láminas de metal. Estos contactos conmutan por la activación de una bobina, que se encuentra alrededor de la mencionada ampolla.

- Relés polarizados o biestables: se componen de una pequeña armadura, solidaria a un imán permanente. El extremo inferior gira dentro de los polos de un electroimán, mientras que el otro lleva una cabeza de contacto. Al excitar el electro imán, se mueve la armadura y provoca el cierre de los contactos. Si se polariza al revés, el giro será en sentido contrario, abriendo los contactos o cerrando otro circuito.

- Relés tripolares: Usados para cualquier tipo de fase (monofásico, bifásico y trifásico).

### Relé de estado sólido
Se llama relé de estado sólido a un circuito híbrido, normalmente compuesto por un optoacoplador que aísla la entrada, un circuito de disparo, que detecta el paso por cero de la corriente de línea y un triac o dispositivo similar que actúa de interruptor de potencia. Su nombre se debe a la similitud que presenta con un relé electromecánico; este dispositivo es usado generalmente para aplicaciones donde se presenta un uso continuo de los contactos del relé que en comparación con un relé convencional generaría un serio desgaste mecánico, además de poder conmutar altos amperajes que en el caso del relé electromecánico destruirían en poco tiempo los contactos. Estos relés permiten una velocidad de conmutación muy superior a la de los relés electromecánicos.

### Relé de corriente alterna
Cuando se excita la bobina de un relé con corriente alterna, el flujo magnético en el circuito magnético, también es alterno, produciendo una fuerza pulsante, con frecuencia doble, sobre los contactos. Es decir, los contactos de un relé conectado a la red, en algunos lugares, como varios países de Europa y América Latina oscilarán a 2 x 50 Hz y en otros, como en Estados Unidos lo harán a 2 x 60 Hz. Este hecho se aprovecha en algunos timbres y zumbadores, como un activador a distancia. En un relé de corriente alterna se modifica la resonancia de los contactos para que no oscilen.

### Relé de láminas
Este tipo de relé se utilizaba para discriminar distintas frecuencias. Consiste en un electroimán excitado con la corriente alterna de entrada que atrae varias varillas sintonizadas para resonar a sendas frecuencias de interés. La varilla que resuena acciona su contacto, las demás no. 
Los relés de láminas se utilizaron en aeromodelismo y otros sistemas de telecontrol.

### Relés de acción retardada
Son relés que ya sea por particularidad de diseño o bien por el sistema de alimentación de la bobina, permiten disponer de retardos en su conexión y/o desconexión.
- Relés con retardo a la conexión: El retardo a la conexión de relés puede obtenerse mecánicamente aumentando la masa de la armadura a fin de obtener mayor inercia del sistema móvil; o bien, aumentando la presión de los resortes que debe vencer la fuerza de atracción del relé. También se obtiene un efecto similar de retardo utilizando C. C. para alimentar al relé en una de los dos siguientes formas:
  - Relé con resistor previo y capacitor en paralelo con la bobina: cuando se alimenta con C. C. al relé, el capacitor, hasta entonces descargado, origina una intensa corriente de carga inicial la cual al atravesar al resistor origina una apreciable caída en la tensión aplicada a la bobina, verificándose así un retraso a la conexión. Cabe aclarar que siempre que se interrumpa la alimentación del relé el capacitor, descargándose sobre la bobina, establecerá también un cierto retraso en la desconexión.
  - Relé de dos devanados con corriente en oposición: la disposición de uno de estos relés se basa en la existencia de dos devanados conectados en oposición; usualmente designados como principal y auxiliar, y que poseen mayor y menor número de espiras respectivamente. Al aplicarse tensión de C. C. la corriente se establece rápidamente en el devanado auxiliar a la vez que con mucha mayor lentitud en el principal debido a la marcada diferencia en la reactancia inductiva de cada uno (debido al diferente número de espiras que tiene cada uno). De esa manera y debido a que el campo magnético que originan ambos devanados es opuesto, la actuación del relé se producirá cuando la fuerza magnetomotriz —en gradual aumento— del devanado principal sea superior a la del devanado auxiliar y la presión de los resortes del relé, con lo que se obtiene el buscado retardo en la conexión.
- Relés con retardo a la desconexión: también es posible obtener retardo a la desconexión por medios mecánicos —disminución de la presión de los resortes del relé—, aunque en la mayoría de los casos se recurre a alguno de los sistemas que se indican a continuación:
  - Relé con capacitor en paralelo: como su nombre lo indica, posee un capacitor que por su condición en paralelo toda vez que se interrumpa la alimentación de C. C. al relé considerado, la desconexión resultará retardada por la descarga de dicho capacitor sobre la bobina, sistema con el que se obtienen tiempos muy exactos y que en función de los valores de R y C en consideración puede superar largamente un segundo.
  - Relé con devanado adicional en cortocircuito: estos disponen de dos devanados: uno de ellos llamado principal o de accionamiento y otro adicional que se encuentra cortocircuitado. Ya sea que el devanado principal sea conectado o desconectado de la tensión de alimentación, la variación de flujo consiguiente inducirá en el devanado adicional una corriente que oponiéndose a la causa que la produce retarda a dicha variación, con lo que se produce así un retardo tanto a la conexión como a la desconexión del relé.
  - Relé con devanado adicional controlado por contacto auxiliar: estos relés son absolutamente similares a los anteriores, con el único agregado de un contacto auxiliar del propio relé encargado de conectar o desconectar al devanado auxiliar. Así el relé presentará un retardo a la desconexión o a la conexión según se utilice un contacto auxiliar Normal Abierto o Normal Cerrado, respectivamente.

### Relés con retención de posición
En este caso los relés poseen un diseño en el cual tienen remaches de elevada remanencia colocados dentro de orificios practicados en el núcleo y la armadura de los mismos, y en exacta coincidencia. Por estar perfectamente rectificadas las caras polares en contacto al cerrar el circuito magnético del relé quedará en esa posición −por remanencia magnética− aunque la bobina se desconecte, retornando a la posición de reposo inicial solo cuando una corriente de sentido contrario vuelva a abrirlo.

## Ventajas del uso de relés
La gran ventaja de los relés electromagnéticos es la completa separación eléctrica entre la corriente de accionamiento, la que circula por la bobina del electroimán, y los circuitos controlados por los contactos, lo que hace que se puedan manejar altos voltajes/diferencias de potencial o elevadas potencias con pequeñas tensiones de control. También ofrecen la posibilidad de control de un dispositivo a distancia mediante el uso de pequeñas señales de control.
En el caso presentado podemos ver un grupo de relés en bases interfaces que son controlados por módulos digitales programables que permiten crear funciones de temporización y contador como si de un mini PLD (Dispositivo Lógico Programable) se tratase. Con estos modernos sistemas los relés pueden actuar de forma programada e independiente lo que supone grandes ventajas en su aplicación aumentando su uso en aplicaciones sin necesidad de utilizar controles como PLDs u otros medios para comandarlos (ver fig. 7). Se puede encender, por ejemplo, una bombilla o motor y al encenderlo se apaga el otro motor o bombilla.

## ¿Por qué son necesarios los relés? Explicación y ejemplo real

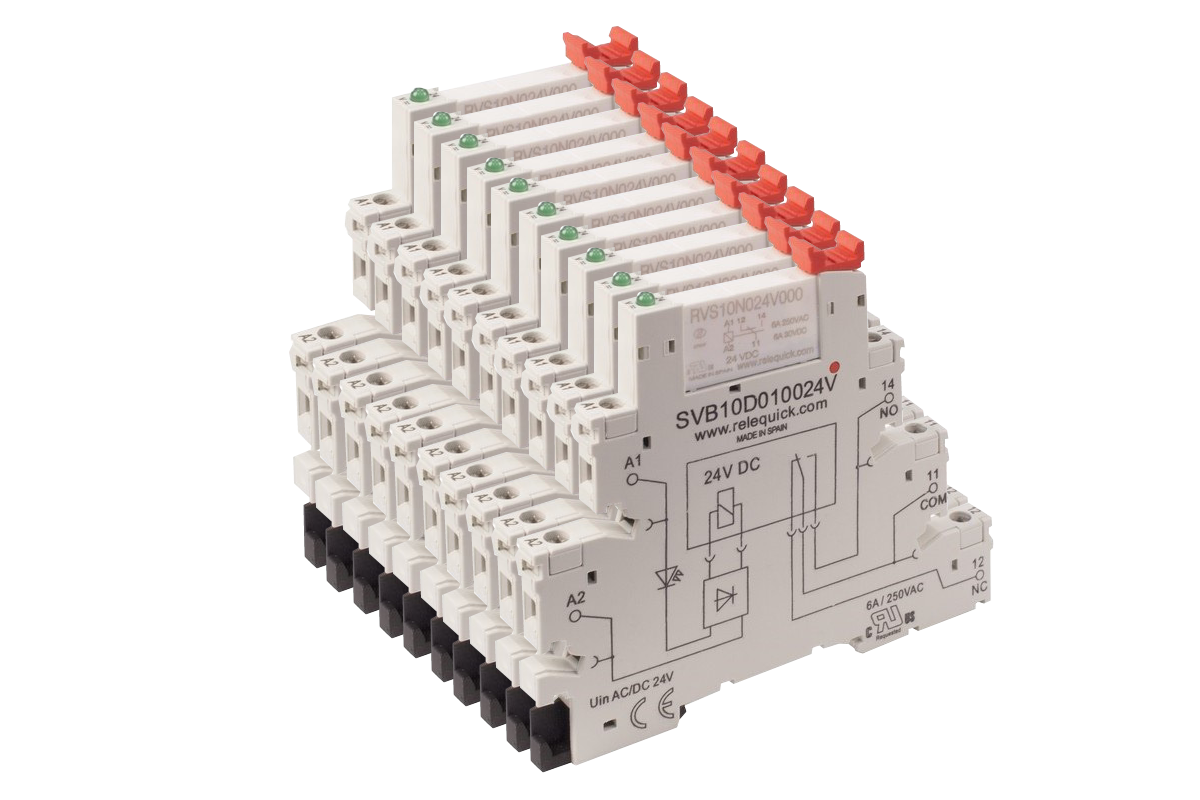
[https://relequick.com/en/producto/svb-slim-relay-socket-6-mm-wide/ Slim

Cuando deseamos abrir la puerta de nuestro garaje tendremos que hacer funcionar el motor que proporciona la potencia mecánica para que la puerta deslice por los raíles que guían sus ruedas o bien, si es que es abatible, para que la puerta gire sobre sus bisagras. Dependiendo de si el tipo de puerta es de menor o mayor tamaño necesitará para su movimiento un motor pequeño o uno de mayor potencia, pero en todos los casos, por el circuito eléctrico al que esté conectado el motor circularán varios amperios a una tensión que normalmente será la tensión de servicio en corriente alterna de 110 o bien de 230 voltios.
Cuando presionamos el botón del “mando a distancia” de nuestro garaje, desde nuestro automóvil, la cadena de sucesos que ocurren es la siguiente:
Nuestra pulsación sobre el mando hace que se cierre un pequeño circuito en la placa electrónica de nuestro “mando a distancia”. Este circuito de pequeña potencia trabaja normalmente a tensiones inferiores a 6 voltios en corriente continua. Dicha tensión es suministrada por una “pila” interna, y este circuito solo se encarga de emitir una señal codificada de radiofrecuencia. La señal es recibida por la antena del receptor que se encuentra en el armario de control del interior de nuestro garaje. Esta placa receptora se encuentra siempre a la “escucha” para recibir y decodificar la señal emitida por nuestro “mando a distancia”. Los circuitos de esta placa receptora son alimentados normalmente con tensiones de control pequeñas, de entre 12 y 24 voltios de corriente continua que son proporcionados por una pequeña fuente de alimentación conectada a la red. Por los circuitos de esta placa solo circulan algunos miliamperios a las tensiones mencionadas, y se encargan de alimentar los componentes electrónicos. Si la decodificación de la señal se realiza correctamente, se activa un pequeño componente electrónico, normalmente un transistor que da paso a la corriente del circuito al que está conectada la bobina de nuestro relé.
En este momento la bobina del relé al ser energizada genera un pequeño campo magnético en torno a un núcleo de hierro que atrae hacia sí una pieza móvil también de hierro para cerrar el circuito magnético. Sobre la pieza móvil de hierro está sujeta mediante un material aislante una lámina de bronce conectada por uno de sus extremos al cable conductor del circuito al que está conectado el motor de la puerta. Esta lámina porta en su otro extremo un contacto eléctrico de un material buen conductor que normalmente es una aleación de cobre con otros elementos.
El movimiento de atracción electromagnética sobre la pieza móvil de hierro, termina con el asiento del contacto móvil sobre otro contacto similar que está “fijo” y sujeto a una lámina conductora colocada a su vez sobre un material aislante y conectada por su otro extremo al cable que continúa hacia el motor.
De esta forma se consigue que los extremos del circuito que estaban inicialmente separados (contactos abiertos), gracias a la acción del electroimán descrito anteriormente, se junten y consigan cerrar el circuito permitiendo conectar el motor y abrir la puerta.
Como mencionábamos al principio, es posible que el motor necesario para abrir la puerta sea de gran potencia y entonces el rango de corriente que debe ser controlado a la tensión de trabajo del motor exceda de la capacidad normal de conmutación de carga de un relé, que suele rondar en intensidades de entre 5 y 30 amperios a una tensión máxima de 250 voltios de corriente alterna (para cargas resistivas). En estos casos es necesario interponer entre el relé y el motor un «contactor» que realiza una función similar a la del relé, pero tiene un rango de trabajo mucho más elevado, pudiendo conmutar circuitos con cargas conectadas que demandan intensidades de hasta varios cientos de amperios a tensiones superiores a 600 voltios. En estos casos, el relé se utiliza para “recoger” la pequeña señal proveniente del transistor de la placa electrónica y al conmutar, cerrar a su vez el circuito al que se encuentra conectada la bobina del contactor, que al actuar hace que sus contactos cierren el circuito al que está conectado el potente motor de la puerta, de varios kilovatios.

## Solución: Prueba, ensayo y verificación de relés. ¿Qué son las pruebas de relés? Uso de equipos
En sistemas de alta o media tensión, los relés son los dispositivos más utilizados. Su objetivo principal es aislar una sección defectuosa en solo unos pocos ciclos, pero asegurando una interrupción mínima de las secciones sanas. Un relé ideal es una unidad que actúa anticipándose al daño de la sección imperfecta. Las conexiones del relé se contaminan con el uso, o se deterioran por partículas de carbón, etc. Por lo tanto, es conveniente que el fabricante y también el usuario final verifiquen el comportamiento del relé después de cierto periodo de tiempo.
Con el tiempo, la tecnología de relés ha evolucionado, al igual que las pruebas de relés. Se han desarrollado varios sistemas de prueba asistidos por los últimos relés de microprocesador. Cuando se trata del equipo de prueba de relés más pequeño, liviano e inigualable, se proporcionan las mejores herramientas que necesita para poner a prueba sus medidores y relés de protección. Los equipos son capaces de abordar todo tipo de tareas que previamente han sido realizadas por grandes equipos.
Los relés de protección de hoy en día ofrecen múltiples funciones de protección que requieren un nuevo nivel de software y hardware de prueba refinados, que pueden analizar completamente el funcionamiento de la unidad en tiempo real. Las pruebas de relés y cada una de sus facetas se pueden manejar fácilmente con equipos de prueba de relés avanzados. Anteriormente, el equipo de prueba de relés se asociaba con algo pesado y voluminoso. Bajo esa condición, su traslado al campo de trabajo resulta ser una tarea solo posible para una persona muy fuerte. Pero actualmente, con el avance tecnológico, el equipo de prueba de relés es más pequeño y fácil de operar.
El propósito de la prueba, ensayo y verificación de relés, teniendo en cuenta que los relés son dispositivos discretos, a diferencia de los circuitos integrados; es proporcionar una señal lógica de baja potencia para impulsar un circuito de potencia mucho más grande. El relé ayuda a aislar el circuito de alto voltaje del circuito lógico de bajo voltaje para proteger el circuito de bajo voltaje. Para lograr esto, el relé tiene una pequeña bobina electromagnética para controlar el circuito lógico, y cuando la bobina está energizada; da como resultado un interruptor magnetizado de alta capacidad de potencia que activa el circuito de alta potencia. El relé que suministra una gran cantidad de corriente a los faros de un automóvil es un ejemplo de esto. Durante el control del relé, el circuito lógico de bajo voltaje del tablero del automóvil activa los faros.
Un relé suele tener una bobina, un conjunto de contactos y un polo. Hay dos tipos de contactos en las pruebas de relés: normalmente abiertos y normalmente cerrados. Normalmente Abierto (N/O) son el conjunto de contactos que están abiertos cuando el relé no está activado y Normalmente Cerrados (N/C) son el conjunto de contactos que están cerrados cuando el relé no está activado.
El uso de equipos de prueba de relés requiere un conocimiento adecuado. Los equipos necesitan comprensión sobre su uso. Hay muchos productos nuevos para la prueba de relés, cada uno acompañado de su manual de usuario para comprender el funcionamiento. Los equipos de prueba de relés modernos generalmente incorporan características tales como amplificadores lineales con modo conmutado o realimentación, protección para canales abiertos, sobrecalentamiento, canales de voltaje en cortocircuito y fallas internas. 
Están diseñados con un sistema de control inteligente que simula de manera realista el sistema de energía. Para evitar daños y para un mejor desempeño de los instrumentos de prueba de relés, es fundamental conocer los conceptos básicos del equipo antes de usarlo, asegurándose de almacenar y transportar su kit de prueba correctamente, sin intente forzar 1800 vatios a través de un cable de extensión de 100' de 14 AWG o cableado de banco de tamaño inferior y teniendo cuidado con las condiciones de condensación. Asimismo, se deben cuidar adecuadamente las aperturas de ventilación, impidiendo que entre material extraño en el equipo de prueba. Nunca se debe intentar conectar un amplificador de corriente a una fuente de voltaje externa, como una batería o cualquier otra fuente, ni disparar el disyuntor, enrollar una cerradura ni conectar ninguna carga significativa a la salida de contacto.
Entrando de lleno en los equipos de prueba, ensayo y verificación de relés, destaca Amperis por comenzar y extender su comercialización con los dispositivos más modernos y sofisticados, ya que poseen Tecnología DSP y FPGA integrada con su propia patente para un elevado desempeño de la tecnología del amplificador. Además, fueron los primeros equipos destinados a la prueba de relés capaces de analizar todos los tipos de relés (corriente, voltaje, frecuencia, potencia, impedancia, armónicos, distancia, …) a través de funciones avanzadas de disparo por GPS, oscilación, frecuencia de protección. repetición de transciente con el archivo comtrade y solución del IEC61850 (opcional).
Poseen auto-protección completa & indicadores de alarma por conexionado incorrecto, circuito abierto, cortocircuito, sobrecarga & sobrecalentamiento, etc. Todo esto con una interfaz super amigable e intuitiva válida desde usuarios inexpertos hasta aquellos con más experiencia.
Con la línea completa y sofisticada de equipos de prueba de relés de Amperis, todos y cada una de las fases de la prueba de relés se puede manejar efectivamente. En ese sentido, Amperis ofrece la potente gama de equipos de prueba de relé que pueden vivir de su reputación como un coloso. Los equipos de Pruebas de relés de Amperis incluyen:
- Equipo de Prueba de Relés Trifásicos Amperis AK-6
- Equipo de Prueba de Relés Trifásicos Amperis AK-30
- Equipo de Prueba de Relés Trifásicos Amperis AK-10
- Fuente de inyección de corriente primaria Amperis APCI-600
- Equipo de pruebas Amperis ARFD 200
- Equipo de Pruebas de disyuntores de caja moldeada Amperis AMCCB250